# HD 155358
HD 155358 ist ein gelber Zwerg, der von mindestens zwei Planeten, HD 155358 b und HD 155358 c, umkreist wird. Der Stern besitzt die Spektralklasse G0V. Seine Masse liegt bei etwa 0,87 Sonnenmassen. Seine Begleiter wurden beide im Jahr 2007 durch Messungen seiner Radialgeschwindigkeit entdeckt.